# 厄爾錫芬河
50°59′40″N 7°15′52″E / 50.994471°N 7.264429°E

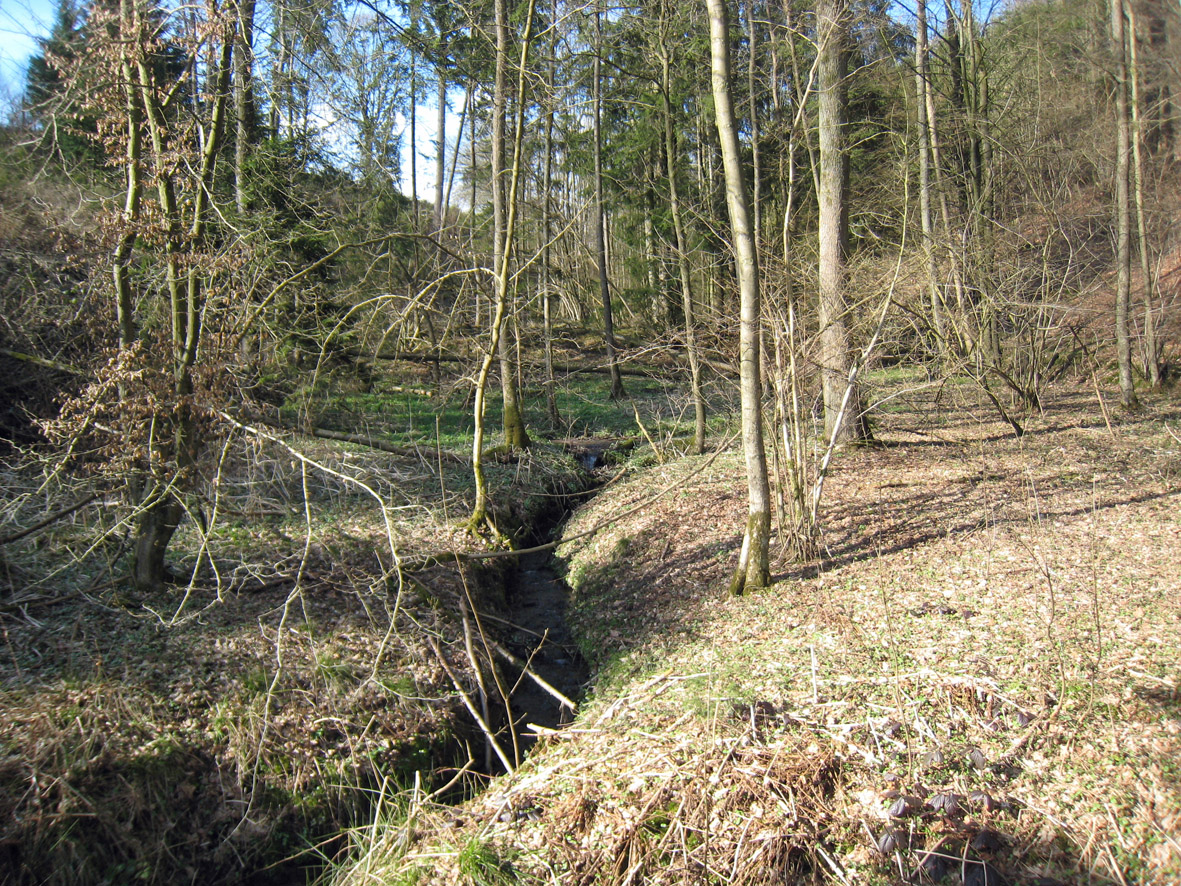

厄爾錫芬河（德語：Ölsiefen），是德國的河流，位於該國西部，處於北萊茵-威斯特法倫州，屬於敘爾茨河的支流，河道全長1公里，流域面積0.3平方公里。